# 异度传说 一章 权力意志
《异度传说 一章 权力意志》是由Monolith Soft开发、南梦宫在PlayStation 2平台发行的角色扮演遊戲，于2002年在日本发行，2003年在北美发行。本作是异度传说三部曲的首作，同时属于异度系列。游戏采用线性叙事，玩家将跟随剧情，逐步探索游戏中的场景。战斗采用回合制模式，玩家角色既可以直接与敌人步战，也可以驾驶名为A.G.W.S.的大型机甲。战斗中，不同的按键对应不同的攻击类型，玩家可以灵活组合多种类型的攻击。游戏中有多种升级强化系统。
故事背景设定在人类离开地球后的遥远未来。主角是贝克达公司的员工卯月紫苑，以及由她开发、用于对抗敌对外星生物「格诺西斯」的战斗机器人KOS-MOS。格诺西斯的袭击迫使紫苑和KOS-MOS踏上前往第二米爾奇亞行星的逃亡之旅，途中二人还被卷入星团联邦与U-TIC组织之间的冲突。在前往安全处的旅途中，其他同伴也陆续加入其中，众人发现自己正逐步揭开一个巨大的谜团——其背后牵涉到U-TIC组织的目标，以及拥有不死之身的反派角色艾爾貝多·皮亚佐拉所策划的阴谋。
2000年，Monolith Soft成立后，游戏以「Project X」为代号开始开发。作为于1998年推出的游戏《异度装甲》的精神续作，多名《异度装甲》的制作人员参与了本作的开发，其中包括总监兼联合编剧高桥哲哉、联合编剧嵯峨空哉、角色设计师田中久仁彦以及作曲家光田康典。本作受到了评论家的普遍好评，全球销量超过100万份。续作《异度传说 二章》于2004年在日本发售，2005年在海外发售。异度传说系列最终作《异度传说 三章》于2006年推出。改编自本作的动画于2005年播出。本作连同《二章》被合并改编为任天堂DS游戏《异度传说I·II》。

## 游戏玩法

《异度传说 一章》的战斗画面。队伍正与一群敌人进行战斗，其中紫苑正在使用她的必杀技。

《异度传说 一章》是一款角色扮演游戏；玩家需要控制一队角色穿行于与故事发展相关的各种场景中。伴随着游戏的进行，多段以传统全动态影像形式呈现的剧情过场动画会穿插于实际游玩过程之间。在探索场景时，队伍可以收集各式道具，其中一些可以用于提升游戏中角色的属性值或恢复其生命值。玩家会在游戏过程中解锁一个数据库，其中记录了游戏事件和相关术语。玩家可以通过紫苑的便携式连接设备游玩多种名为「插件」的小游戏，还能使用电子邮件系统并选择回信方式，尽管这些选择对主线剧情的发展并无太大影响。此外，玩家还能利用该设备重返已通关的区域，完成各种独立于主线故事的支线任务。
在探索场景时，敌人是可见的，玩家可以选择主动迎战或避开。如果玩家选择迎战，则可以在战斗前利用诸如易燃物等场景要素来改变敌人的属性值，从而在战斗中获得优势。战斗开始后，玩家操控的三名角色将与敌方在独立的战斗空间内展开战斗。战斗采用回合制模式。每位角色都可使用近战和远程普通攻击，亦可使用道具来影响我方或敌方单位，同时还可以选择防御以减少伤害。玩家队伍的攻击方式则由按键组合来决定，不同的按键组合将触发不同的攻击组合，并对队伍以及邻近的敌人产生不同的附带效果。玩家可以在战斗间隙对攻击组合进行自定义设置。
角色的每次攻击都会消耗行动点数（AP），每个回合结束后，未用完的AP都会保留至下一回合。每名角色都有其专属的强大必杀技，但通常需要消耗更多AP。玩家可以通过在回合间积攒AP的方式让角色使出必杀技，对敌人造成大量伤害。除此之外，角色还可以消耗以太点数（EP）发动以太技能，其中既包括强力的攻击技能，也有辅助技能。玩家和部分敌人角色还拥有「Boost」计量槽，当其充满时，角色可以抢在对手的行动回合前立即额外行动一次。
角色可以使用机甲，但乘坐时需要跳过一个回合。机甲拥有其专属的强大招式，其攻击力远胜队伍成员，但战斗中所受伤害会延续至下一场战斗。战斗胜利后，队伍将获得游戏内货币奖励，可用于在商店购买各种道具和装备。同时，队伍成员也将获得用于提升角色等级的经验值与多种强化点数。这些点数分为用于发动以太技能的以太点数（EP）、用于解锁装备的被动效果的技能点数（SP），以及用于提升角色必杀技的威力和效果的技术点数（TP）。多种必杀技会随着角色的等级提升而逐渐解锁。

## 故事概要

### 背景设定
《异度传说 一章》的故事发生在采用科幻设定的虚构宇宙中。20XX年，一支考古队在肯尼亚发掘出了名为「索哈爾」的神秘遗物，其历史可追溯至宇宙起源时期。索哈爾能够与上位领域中如同神祇般的能量体「烏·篤」连接，它也是人类实现太阳系外星际旅行的关键所在。在4000多年后的未来，人类在经历了某场可怕的事件后被迫离开地球，开始殖民银河系。而地球的坐标则被丢失遗忘，并被称为「失落的耶路撒冷」。到了游戏故事发生的年代，人类早已启用了全新的纪元，名为「Transcend Christ」（T.C.）。《一章》的事件发生于T.C.4767年，即公元7277年。如今，人类的足迹遍布50万个星球，各星球政府组成了星團聯邦。星球之间通过名为「U.M.N.」（全称为「Unus Mundus Network」，即「一元世界網絡」）的时空跃迁旅行网络连接。U.M.N.由贝克达公司管理，该公司同时也在联邦军方拥有重要地位。合成人与自然人类共同在社会中生活，他们与自然人类享有平等的社会地位。
联邦面临着来自古老外星生物「格諾西斯」的严峻威胁，它們对聯邦所統治的空域展开毁灭性的打击。由于常规武器对格諾西斯毫无作用，贝克达公司便着手研发两种专门用于对抗格諾西斯的武器系统：其一是人形机甲「A.G.W.S.」，其二则是性能更为强大的战斗机器人「KOS-MOS」。除格諾西斯外，名为「U-TIC组织」的势力也与联邦敌对。该组织曾是一个科学研究团体，但如今却觊觎索哈爾的强大力量，企图将其据为己有。游戏背景故事中的一个关键事件是「米爾奇亞衝突」。这场战争由U-TIC组织与联邦之间的矛盾所引发，不仅导致了格諾西斯的降临，更使得米爾奇亞行星被时空异常所吞噬，自此从宇宙中消失。

### 角色
游戏主角是受雇于贝克达公司的人类科学家卯月紫苑，以及由她负责开发的原型反格诺西斯战斗机器人KOS-MOS。在联邦旗下的「沃克琳德号」飞船上，紫苑与联邦军官安德鲁·切连科夫和路易斯·维吉尔共事。她的下属亞連·里奇利协助她进行KOS-MOS的开发。随着故事的发展，紫苑和KOS-MOS结识了隶属于「库凯基金会」的客运货船「艾爾莎号」的船员，其中一人是背景神秘的忧郁青年卡歐斯。库凯基金会由蓋南·库凯和Jr.运营，后者还是「杜兰达尔号」飞船的船长。蓋南和Jr.都是名为U.R.T.V.的人造生命，Jr.拥有不会衰老的异能，始终保持着童年时期的样貌与身体。生化改造人基奇（全名为「Ziggurat 8」）和原型合成人M.O.M.O.也会加入队伍。故事的主要反派角色包括U-TIC组织的司令官馬格利斯，以及与Jr.和蓋南存在兄弟关系的艾爾貝多·皮亚佐拉。此外，贝克达公司的首席执行官威廉，以及与索哈爾有着神秘关联的少女妮芙琳，都分别全程在幕后关注着事态的发展。

### 剧情
沃克琳德号飞船上，卯月紫苑正在对KOS-MOS进行最后的测试。与此同时，沃克琳德号的船员们正从太空中回收一具索哈爾模擬體，即索哈爾的十三个复制品之一。安德鲁表面上在关注着紫苑的测试进展，但他的真实身份却是一名U-TIC间谍，其目的是为U-TIC组织寻找原始索哈爾。在取回索哈爾模擬體后，沃克琳德号遭到了格诺西斯的袭击。KOS-MOS突然自行启动保护紫苑一行人。但为了救下紫苑和亞連，KOS-MOS误杀了维吉尔。KOS-MOS将众人连同安德鲁一起带上了前往第二米爾奇亞的艾尔莎号。途中，格诺西斯再度突然袭击，幸亏卡歐斯拥有驱散格诺西斯的特殊能力，安德鲁才得以死里逃生。然而，这次袭击也开始侵蚀安德鲁，他备受折磨，脑海中不断浮现出过去记忆的幻象。他曾是一名士兵，离开战场后的他因无法适应平民生活而精神失控，杀害了包括妻子在内的无数平民。在艾尔莎号上，紫苑开始担忧KOS-MOS的异常行为，而紫苑的情绪状态也让亞連更加忧心。与此同时，生化人基奇奉命从U-TIC手中营救合成人M.O.M.O.。M.O.M.O.的意识中存储着重要数据，可以打开通往旧米爾奇亞行星的道路。旧米爾奇亞行星在多年前的一场灾难事件中消失，世人眼中的罪魁祸首就是M.O.M.O.的创造者，科学家若亚敬·米拉契。基奇成功救出了M.O.M.O.，并在马格利斯的攻击下侥幸脱险。在摆脱U-TIC组织的追兵时，基奇与M.O.M.O.得到了艾尔莎号的协助，二人登上艾尔莎号，加入了队伍。另一方面，为了达成自己的目的，艾爾貝多与U-TIC组织勾结，也加入了追捕M.O.M.O.的行列。
超空间航行途中，一只巨型格诺西斯将艾尔莎号从超空间中拉出并吞入体内。众人打算逃出巨型格诺西斯的体内，此时安德鲁却也异变成了格诺西斯。一行人不得不杀死变异的安德鲁，搭乘艾尔莎号逃离，并得到了Jr.的救援。紧随而来的是一场恶战，KOS-MOS在此战中激活了众人从未见过的强大武器，将来袭的格诺西斯尽数吸收。在与Jr.同行期间，众人逐渐了解到，库凯基金会正在秘密收集并保存由米拉契所制造的索哈爾模擬體。与此同时，U-TIC组织则利用其安插在联邦内部的间谍，对Jr.与U-TIC交战的影像资料进行了篡改，企图将致使沃克琳德号毁灭的罪名强加到众人头上。众人决定前往位于第二米爾奇亞轨道上的库凯基金会总部，该地的负责人正是Jr.的兄弟蓋南。然而，由于U-TIC组织在联邦内部施加的影响，众人抵达不久便遭到联邦军队的拘禁。好在蓋南的盟友及时伸出援手，众人从KOS-MOS的数据库核心中找寻到了一份关键证据，这份证据足以证明他们的清白。
在KOS-MOS的数据库深处，众人来到了由他们内心深处压抑的痛苦回忆所构建的梦境世界。这一切都处于少女妮芙琳的观察之下，她和卡歐斯是老相识。紫苑还邂逅了在米爾奇亞衝突中罹难的女性合成人費布羅妮亞的幻象，費布羅妮亞恳求紫苑，为了人类和合成人的未来，务必「解放」她的姐妹賽西莉和凱絲。就在众人即将完成任务之际，妮芙琳向他们透露，KOS-MOS被设计出来的真正目的是为了阻止烏·篤的能量进入现实世界。正是烏·篤能量的涌入导致了旧米爾奇亞行星从时空中消失，并且该事件还有可能引发宇宙的毁灭。由于紫苑曾在与格诺西斯的遭遇中幸存，并且仍然保持着人类的身份，因此她拥有能改变未来的力量。与此同时，艾爾貝多抓住了M.O.M.O.，对她进行了残酷的心理折磨。他随后启动了「妮芙琳的歌聲」，借此吸引了成群的格诺西斯。
联邦舰队认定库凯基金会总部是「妮芙琳的歌聲」的源头，决定将其摧毁。然而，一直暗中观察着这一切的威廉率领一支私人舰队现身，消灭了来袭的格诺西斯，成功地保护了库凯基金会。随后，KOS-MOS使用一项尖端武器，发现「妮芙琳的歌聲」的真正源头是一座潜藏在宇宙空间中的太空站。众人进入其中，成功救出了被囚禁的M.O.M.O.，并与艾爾貝多展开了激战。然而一位身着蓝色外套的神秘男子突然出现，此人不仅阻止了紫苑一行人的攻势，还放走了艾爾貝多，并允许他带走从M.O.M.O.身上提取的关键数据。借助这段数据，艾爾貝多唤出了由米拉契所建造的研究飞船「天之车」。艾爾貝多利用天之车的强大威力摧毁了整支联邦舰队，紧接着又将其搭载的武器瞄准了第二米爾奇亞的首都。之前出现过的身着蓝色外套的男子的真实身份是复活的维吉尔，他默默地注视着这一切，随后接到召唤并离开。紫苑一行人潜入天之车内部，成功将其核心摧毁，而艾爾貝多则趁乱逃脱。天之车最终解体，众人搭乘艾尔莎号逃离。在进入第二米爾奇亞的大气层时，KOS-MOS用身体保护了受损的艾尔莎号。最后，众人成功穿越大气层，KOS-MOS也平安归来。

## 开发
《异度传说 一章》是Monolith Soft的首部作品，由公司创始人高桥哲哉担任总监并参与剧本创作。高桥在史克威尔任职期间，参与制作了在PlayStation平台推出的RPG《异度装甲》。高桥原计划将《异度装甲》打造成六部曲，并已构思了续作，但史克威尔决定将重心转向最终幻想等既有系列，计划中的续作最终未能面世。另一个原因是，史克威尔表示资金不足，无法继续支持高桥的计划。由于与史克威尔的战略不合，高桥离职并寻求其他公司支持，以制作他和其他参与《异度装甲》计划的工作人员共同期望的游戏。本作制作人杉浦博英透露，他们曾与多家公司接洽，大多数公司建议Monolith Soft独立发展。只有南梦宫提出将其纳为子公司，并承诺提供资金支持、负责发行和营销等事务，让Monolith Soft的团队能全身心地投入到游戏开发中。根据协议，南梦宫负责协助游戏开发和营销。尽管游戏于Monolith Soft成立后的2000年才正式进入制作阶段，但高桥哲哉早在1999年就开始构思该项目，希望将其打造成《异度装甲》的精神续作，而非单纯的重制或续作。Monolith Soft耗时两年完成了游戏的制作。游戏的开发预算高达10亿日元，折合约770万美元。
《异度传说 一章》的核心开发团队由60至80位成员组成，高峰时期曾扩充至100多人。约20名团队成员曾参与《异度装甲》的制作。组建团队时，他们遇到的最大挑战在于PlayStation 2平台的性能远超团队以往接触过的任何主机。高桥认为，相较于《异度装甲》的开发，此次开发的一大进步在于能够完全采用3D图形技术制作整个游戏，而这在《异度装甲》时期是难以实现的。由于前期准备工作量巨大，以及需要时间适应全新的硬件环境，游戏的实际开发工作直到2000年底才正式启动，随后持续了大约一年。南梦宫提供了动作捕捉技术的开发支持，CGI动画和背景则由Buildup Entertainment负责。高桥后来指出，Monolith Soft内部大量年轻且经验不足的开发者对开发进度造成了一定程度的阻碍，图形引擎直至游戏发售前6个月才最终完成。在正式公布之前，本作的开发代号为「Project X」。
田中久仁彦和麦谷興一合作设计了游戏中的角色，而机甲设计则由麦谷和石垣纯哉负责。曾参与《异度装甲》和《穿越时空》制作的本根康之担任美术总监，角色动作则交由高见典宏负责。过场动画中的角色动作设计由本根和高见二人合作完成。高桥为田中提供了角色的基本形象，并以现实中的演员作为参考。田中采用他标志性的大眼睛风格设计了角色。然而，这种夸张的五官设计给团队带来了不小的挑战：高桥要求角色模型尽可能地接近原作，但大眼睛的独特魅力又容易被错误的光照「破坏」。高见作为模型师，倾注了大量心血，才得以在保持模型协调的同时，完美呈现出田中设计的大眼睛。麦谷和石垣分别负责设计游戏中的贝克达公司雇员和星团联邦。KOS-MOS最初由田中负责设计，但他在定稿阶段遇到了瓶颈。随后，麦谷创作出与最终结果相近的设计方案，田中在此基础上完成了KOS-MOS的形象设计。田中在设计紫苑时也遇到了挑战。为了更直观地展现角色的个性，他为紫苑设计了一副眼镜。
《异度传说 一章》的剧本由高桥和妻子嵯峨空哉共同创作。高桥在正式开始制作前，向全体人员征求了对剧本方向的意见，以确保整个开发过程目标一致。高桥原本想将异度传说系列打造为横跨6款游戏的宏大作品，分三个篇章展开叙事，KOS-MOS和卡歐斯将始终作为故事的双主角。KOS-MOS这一角色出自高桥哲哉之手。他与嵯峨空哉曾共同打造了一众外表柔弱但内心坚强的人类角色，KOS-MOS的设定却恰好相反，她是拥有坚硬外壳的机器人，却有着柔软的内心。KOS-MOS和卡歐斯这两个名字，分别代表了哲学中宇宙的秩序与混沌，是高桥哲哉有意为之的设计，以呼应游戏世界中深厚的禅宗哲学元素。本作大量使用了圣经神话元素，这一特点也被系列续作继承。游戏的副标题取自德国哲学家弗里德里希·尼采的笔记集《权力意志》。尼采的作品和哲学思想在系列作品中反复出现；在本作中，副标题直接反映了角色们强烈的意志力。星团联邦军队的组织架构以美国陆军为蓝本，并融入了旧日本帝国陆军的特色。除了尼采，高桥还在游戏中融入了与理查德·瓦格纳相关的元素（比如船名「沃克琳德」），其灵感来自瓦格纳和尼采之间的历史交集。
《异度传说 一章》于2001年6月公布，原定于当年年底发售。当年9月，南梦宫宣布游戏发售日期推迟至次年2月。本作最终于2002年2月28日在日本发售。高桥在采访中透露，游戏在日本发售之后，将立即展开面向西方市场的本地化工作。游戏的西方本地化工作由Interone Inc负责，英语配音则由ZRO Limit Productions和Animaze共同完成。本地化工作历时一年多。西方版游戏保留了所有的血腥、宗教和脏话元素，但淡化了发生在艾爾貝多（外貌为成人）和M.O.M.O.（外貌为孩童）之间的一个事件场景中的色情元素。本作于2003年2月25日在北美推出。以美版游戏为基础制作的的加强版《异度传说 一章 Reloaded 权力意志》于2003年11月20日在日本发售，加入了英语配音、新服装和新功能。

### 音乐
游戏的配乐由光田康典创作，他曾与高桥合作创作《异度装甲》的配乐。光田身兼作曲和管弦乐配器两职。由于日程安排紧张，光田差点未能参与该项目，但他最终还是加入了团队。与当时大多数RPG游戏的配乐不同，光田与高桥合作，针对游戏中特定的场景来定制配乐，而非仅创作数量较少的循环播放曲目。考虑到游戏中涉及的宗教元素，配乐中融入了格里高利圣咏的元素。配乐由伦敦爱乐乐团演奏。两首主题曲《Pain》和《Kokoro》由曾与光田在《异度装甲》中合作过的Joanne Hogg演唱。游戏发行了多张原声专辑，最初由DigiCube负责发行，之后则转由光田自己的音乐厂牌Sleigh Bells发行。游戏的主题曲《Kokoro》还单独发行了单曲唱片。

## 反响
| 汇总媒体   | 得分   |
| ---------- | ------ |
| Metacritic | 83/100 |

| 媒体     | 得分   |
| -------- | ------ |
| GamePro  | 4.5/5  |
| GameSpot | 8.1/10 |
| GameSpy  | [ 48 ] |
| IGN      | 8.8/10 |
| Fami通   | 33/40  |
| RPGamer  | 7/10   |

《异度传说 一章》发售三天内便登上日本地区的销售榜首，销量突破24万份。到当年年底，本作以近34万份的销量位居2002年日本畅销游戏第七名。尽管南梦宫未公布具体数字，但他们表示《一章》是其在全球范围内取得商业成功的游戏之一。2003年7月，南梦宫宣布本作全球销量已超过100万份。
日本杂志《Fami通》对游戏的世界观和角色塑造给出好评。《GamePro》表示，游戏的故事情节和角色塑造「足以媲美优秀的硬科幻小说或顶尖的日本动画剧集」。GameSpot的对叙事手法表示欣赏，但他认为游戏中出现的圣经元素只是为了令玩家惊愕，而非对内容有实际意义的补充。GameSpy的克里斯蒂安·纳特（Christian Nutt）认为，丰满的角色塑造为叙事提供了有力的支撑。IGN的杰里米·邓纳姆（Jeremy Dunham）对故事和角色塑造给予了高度评价，但也指出，部分玩家可能会对延续到后续作品中的未解谜团感到不满。RPGamer的杰克·艾利（Jake Alley）称故事「引人入胜」，而Eurogamer的罗布·费希（Rob Fahey）则称赞了故事的复杂性和深度。许多记者都提到了游戏中大量的过场动画和其过长的时长，部分人对此表示欣赏，而另一些人则认为过场动画过多。
《GamePro》指出，尽管游戏「起初看起来错综复杂，即使对于RPG老手来说也是如此」，但其仍然令人愉快。卡萨文对游戏中没有随机遇敌机制表示赞赏，并享受战斗的战略流程，而纳特则欣赏游戏的挑战性和其富有深度的游戏机制。邓纳姆称赞了游戏在入门阶段后的易上手性以及丰富的自定义选项。但他对大多数小游戏的评价不高。费希认为游戏拥有「出色」的玩法，并像卡萨文一样对取消随机遇敌的设计表示肯定。多位评论者认为A.G.W.S.机甲对游戏玩法而言作用鸡肋。让玩家重玩迷宫的机制也常被认为过于牵强。
卡萨文称《一章》为“一款画面精美的游戏”，但也指出了口型匹配的一些问题，并称赞了过场动画的电影化演出和画面效果。纳特称游戏场景为「纯粹的视觉享受」，角色模型「多样化且品质卓越」。邓纳姆赞扬了游戏的电影化演出效果，并特别赞赏角色的面部与表情动画。费希认为游戏的整体画面效果出色，并尤其称赞了过场动画和实时渲染的无缝融合，以及由其带来的流畅体验。音乐普遍受到好评，但卡萨文和艾利认为游戏过程中音乐出现的频率过低。英文配音则受到了评论者的不同评价；艾利和纳特对英文配音演员表示赞赏，而邓纳姆和卡萨文则对其整体表现不太满意，邓纳姆认为游戏的配音水准类似日本动画的平庸英文配音。
在2003年首届斯派克电子游戏大奖上，《异度传说 一章》获得了「最佳奇幻游戏」和「最佳动画」两项提名，但最终分别输给了《星際大戰：舊共和國武士》和《生死格鬥 沙灘排球》。在2004年第7届互动成就奖上，互动艺术与科学学会提名《异度传说 一章》为「年度主机角色扮演游戏」，但最终《星際大戰：舊共和國武士》赢得了该奖项。

## 后续
《异度传说 一章》在国际市场的成功，促使南梦宫为开发商Monolith Soft提供更多资源支持。南梦宫时任副总裁原口洋一将Monolith Soft与南梦宫传说工作室并列为重要的开发合作伙伴。游戏改编漫画由馬場淳史作画，并在《月刊Comic ZERO-SUM》上连载。漫画单行本由一迅社出版，共三卷，于2004年至2006年间发行。在《异度传说 一章》发售后，官方还推出了Fan disc《异度传说Freaks》。该游戏于2004年4月28日发售，包含四个部分：以游戏角色为主角的视觉小说「XenoComi」、填字游戏「XenoPittan」、游戏术语详解百科，以及续作《异度传说 二章》的试玩版。《异度传说Freaks》是异度传说系列向多媒体企划拓展的一步，该项目的发展规模远超最初计划。
为了让Monolith Soft的年轻成员为系列注入新鲜血液，《异度传说 二章》的开发工作由一支全新的团队接手，高桥哲哉负责監修。米坂典彦基于高桥和嵯峨的剧本草稿，完成了最终的剧本，但其中许多原定情节未能保留。《异度传说 二章》于2004年6月率先在日本推出，随后于2005年2月登陆北美市场。同年10月，索尼电脑娱乐欧洲公司在欧洲发行了该续作。《一章》与《二章》的重新演绎版以《异度传说I·II》为标题登陆任天堂DS平台，于2006年3月发售。该作由Monolith Soft和Tom Create联合开发，高桥哲哉负责游戏剧本的監修，并加入了原版游戏中因故被删除的剧情。《异度传说I·II》仅在日本地区发售。
《异度传说 三章》的开发工作在《二章》即将完成之际便已开始。尽管团队对是否继续开发后续作品持开放态度，但《三章》的创作初衷便是作为系列的完结篇。新井考和米坂典彦继续担任游戏总监和编剧。高桥哲哉提供了剧本的草稿，并负责监督剧本的撰写。《三章》于2006年先后在日本和北美地区发售。《三章》也是异度传说系列推出的最后一款游戏。

### 动画
伴随游戏的成功，东映动画制作了12集改编动画《异度传说 THE ANIMATION》。尽管游戏原班人马并未参与动画制作，但动画团队致力于尽可能贴近游戏的情节。该动画于2004年首次公布，并于2005年1月至3月在朝日电视台首播。A.D. Vision获得了该动画的发行权并进行了英语配音。该发行权之后由Funimation Entertainment接手。多位《异度传说 THE ANIMATION》的制作人员后来也参与了《异度传说I·II》的开发。